# Gare de Vitoria-Gasteiz
La gare de Vitoria-Gasteiz, selon la dénomination employée par ADIF, est une gare ferroviaire espagnole située sur le territoire de la commune de Vitoria-Gasteiz, dans la communauté autonome du Pays Basque. Elle est la principale gare ferroviaire de la province d'Álava. Elle est aussi bien desservie par des trains grandes lignes, dont certains sont internationaux, que par des trains régionaux.

## Situation ferroviaire
La gare se trouve au point kilométrique 492,353 de la ligne de Madrid à Hendaye, à une altitude de 528,6 mètres.

## Histoire
Le chemin de fer est arrivé en 1862 à ce qui était alors la petite ville de Vitoria-Gasteiz lors l'ouverture du tronçon Miranda de Ebro-Alsasua de la ligne ferroviaire qui allait relier Madrid avec la frontière française. Une première petite gare fut alors construite dans la ville par Letourneur, ingénieur français responsable de la construction de la ligne et qui a également construit en 1864 la gare de Saint-Sébastien. 
En 1889, une nouvelle ligne à voie métrique a été ouverte entre Vitoria-Gasteiz et Salinas de Leniz, rallongée au fil des ans. L'exploitation de ces lignes fut confiée à la compagnie du chemin de fer basque-navarrais et qui avait déjà en charge quelques petites lignes jusqu'à la construction de la gare de Vitoria-Nord en 1914. La ligne a été fermée au trafic le 31 décembre 1967.
En 1989, le gouvernement de l'Espagne et le gouvernement basque sont arrivés à un accord pour lancer le projet de l'Y basque, une ligne à grande vitesse qui a pour but de relier les trois capitales basques. Les travaux ont été entamés en 2006. En outre, Vitoria-Gasteiz sera aussi reliée au reste du réseau de lignes à grande vitesse grâce à la construction de la ligne Venta de Baños-Burgos-Vitoria, qui comprendra un tunnel de 6,8 km et une nouvelle gare au cœur de la ville sous le parc d'Arriaga. La gare comptera six voies à 17 mètres sous terre. Le coût total de la nouvelle ligne souterraine à grande vitesse de Vitoria-Gasteiz est évalué à 476 millions d'euros. La jonction entre la ligne à grande vitesse Burgos-Vitoria-Gasteiz et l'Y basque sera effectuée dans cette gare.
Elle a vu passer en 2010 plus de 500 000 passagers.

## Service des voyageurs

### Accueil

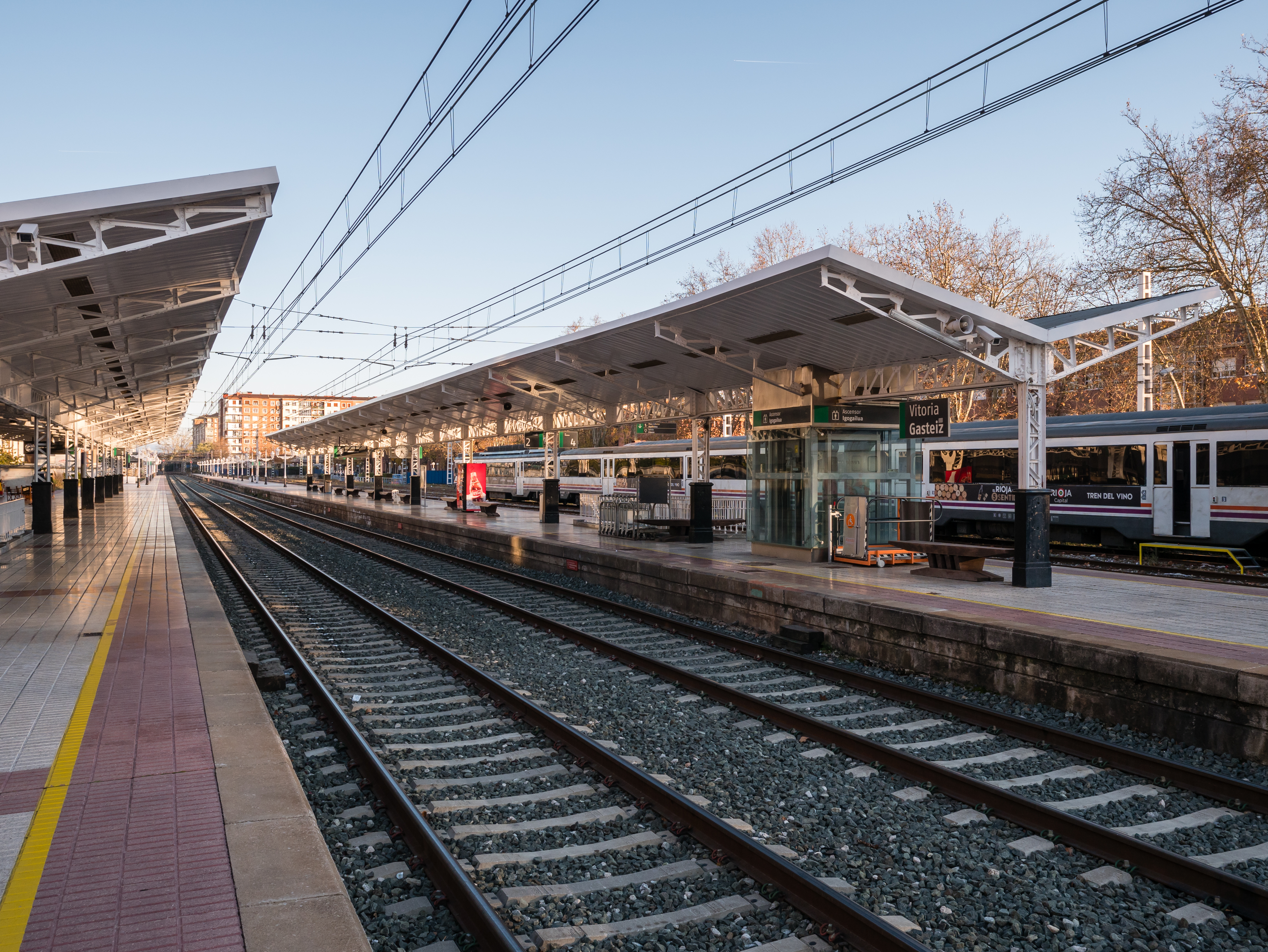
Vue des quais.

L'actuelle gare de Vitoria-Gasteiz a été bâtie en 1934 en remplacement de la petite gare de Letourneur. C'est un bâtiment simple, situé dans le centre de la ville, qui présente néanmoins la particularité d'avoir des portes surmontées d'arches décoratives sur la façade.
La gare comprend trois voies à quai dont l'un des deux quais est central. Quatre autres voies sont utilisées comme des voies de service. Anciennement, la gare disposait d'une huitième voie, mais elle a été partiellement déferrée pour permettre l'agrandissement du quai latéral. Le changement de quai à un autre se fait via un passage souterrain.
On trouve dans le bâtiment voyageurs avec un point d'information touristique, un guichet pour la vente de billets, des toilettes et une cafétéria. L'ensemble de la gare est accessible aux personnes à mobilité réduite. On trouve à l'extérieur, face au bâtiment voyageurs, une zone d'attente pour les taxis.

### Desserte

#### Trains Grandes Lignes (Larga Distancia)
De nombreux trains grandes lignes s'arrêtent en gare de Vitoria-Gasteiz, principalement des trains Alvia qui relient Madrid à Barcelone et au Pays basque. Un aller-retour Intercity journalier relie également le Pays basque à la Galice.
Le train de nuit international « Sud-express » s'arrêtait chaque soir et chaque matin pour assurer une liaison entre Lisbonne et Hendaye. Il a été supprimé en 2020.

#### Services de moyenne distance et régionaux
Le trafic ferroviaire de moyenne distance est constitué des trains Media Distancia et Regional Exprés qui relient Madrid, Burgos, Miranda de Ebro au reste du Pays Basque. Un service direct est également assuré chaque jour en semaine entre Burgos et Saragosse.